# Príncipe
Príncipe er en ø i Guineabugten sydvest for Afrika. Den udgør den mindre af de to hovedøer i østaten São Tomé og Príncipe. Øen er 136 km² stor og har cirka 5.000 indbyggere. Den største by på øen er Santo António.
Øen er en del af Cameroun-linjen.

## Eksterne links
- Wikimedia Commons har flere filer relateret til Príncipe

1°37′N 7°24′Ø / 1.617°N 7.400°Ø